# Berberis aristato-serrulata
Berberis aristato-serrulata är en berberisväxtart som beskrevs av Bunzo Hayata. Berberis aristato-serrulata ingår i släktet berberisar, och familjen berberisväxter. Inga underarter finns listade i Catalogue of Life.